# Viercontinentenkampioenschap kunstschaatsen 2014
Het Viercontinentenkampioenschap is een jaarlijks terugkerend evenement in het kunstschaatsen dat georganiseerd wordt door de Internationale Schaatsunie (ISU) voor deelnemers uit landen buiten Europa, namelijk van de vier continenten Afrika, Amerika, Azië en Oceanië.
De editie van 2014 was het zestiende "4CK" dat werd georganiseerd. De wedstrijden vonden plaats van 22 tot en met 25 januari in Taipei, de hoofdstad van Taiwan. Het was de tweede keer dat dit evenement in Taiwan plaatsvond, in 2011 was Taipei ook gaststad voor deze kampioenschappen.
Het evenement stond kort voor de Olympische Winterspelen (6-20 februari) op de kalender. Mede hierdoor lieten vooral de toppers het toernooi aan hun voorbij gaan.
Medailles waren er te verdienen in de traditionele onderdelen: mannen individueel, vrouwen individueel, paarrijden en ijsdansen.
| Programma | Programma           | Programma            | Programma          | Programma           | Programma           | Programma |
| --------- | ------------------- | -------------------- | ------------------ | ------------------- | ------------------- | --------- |
|           | woensdag 22 januari | donderdag 23 januari | vrijdag 24 januari | zaterdag 25 januari | zaterdag 25 januari |           |
| IJsdansen | korte kür           | vrije kür            |                    |                     | Gala                |           |
| Paren     | korte kür           |                      | vrije kür          |                     | Gala                |           |
| Mannen    | korte kür           |                      | vrije kür          |                     | Gala                |           |
| Vrouwen   |                     | korte kür            |                    | vrije kür           | Gala                |           |

## Deelnemende landen
Alle ISU-leden uit Afrika, Amerika, Azië en Oceanië hadden het recht om maximaal drie startplaatsen per categorie in te vullen. Deze regel is afwijkend ten opzichte van de overige ISU kampioenschappen waarbij extra startplaatsen kunnen worden verdiend door de prestaties van de deelnemers in het voorgaande jaar.
Vijftien landen schreven dit jaar deelnemers in voor dit toernooi. Zij vulden het aantal van 72 startplaatsen in. Alleen de Verenigde Staten vulde de maximale mogelijkheid van twaalf startplaatsen in. Hongkong maakte zijn rentree en Maleisië debuteerde op het "4CK".
(Tussen haakjes het aantal startplaatsen; respectievelijk: mannen, vrouwen, paren, ijsdansen)
| Verenigde Staten (3-3-3-3) Canada (3-3-2-3) China (3-3-2-3) Japan (3-3-0-1) | Zuid-Korea (3-3-0-1) Australië (3-1-0-1) Filipijnen (3-1-0-0) Taiwan (3-1-0-0) | Kazachstan (2-0-0-1) Mexico (0-1-0-1) Oezbekistan (1-0-0-1) Hongkong (1-0-0-0) | India (0-1-0-0) Maleisië (1-0-0-0) Zuid-Afrika (0-1-0-0) |

## Medailleverdeling
Bij de mannen won Takahito Mura voor de eerste keer de titel, het was ook zijn eerste podiumplaats. Het was de zesde Japanse titel, Takeshi Honda (1999, 2003), Nobunari Oda (2006) en Daisuke Takahashi (2008, 2011) veroverden de andere vijf. Zijn landgenoot Takahiko Kozuka nam de tweede plaats in, hij stond voor de tweede keer op het erepodium, in 2009 werd hij derde. De Chinees Song Nan op plaats drie behaalde zijn eerste medaille.
Bij de vrouwen veroverde Kanako Murakami haar eerste titel. Het was haar tweede podiumplaats, in 2013 werd ze derde. Voor Japan was het de negende titel, Fumie Suguri (2001, 2003 en 2005), Yukina Ota (2004), Mao Asada (2008, 2010, 2013) en Miki Ando (2011) veroverden de eerste acht. Haar landgenote Satoko Miyahara op plaats twee en de Chinese Li Zijun behaalden beide hun eerste medaille op het "4CK".
Bij de paren behaalde het paar Sui Wenjing / Han Cong bij hun tweede deelname hun tweede titel op dit kampioenschap, de eerste werd in 2012 behaald. Het was de twaalfde titel voor China. De drie paren Shen Xue / Zhao Hongbo (3x), Pang Qing / Tong Jian (5x) en Zhang Dan / Zhang Hao (2x) veroverden de eerste tien. De Amerikaanse koppels Tarah Kayne / Daniel O'Shea en Alexa Scimeca / Chris Knierim, respectievelijk als tweede en derde geëindigd, behaalden hun eerste medaille.
Bij het ijsdansen stonden net als bij de vorige vijftien edities enkel Amerikanen en Canadezen op het erepodium. Het paar Madison Hubbell / Zachary Donohue behaalden hun eerste titel. Voor Donohue was het ook zijn eerste medaille. Voor Hubbell was het haar tweede, in 2010 won ze de bronzen medaille met haar broer Keiffer. Het was de negende titel voor de Verenigde Staten. De paren Naomi Lang / Peter Tchernyshev (2000, 2001), Tanith Belbin / Benjamin Agosto (2004, 2005, 2006) en Meryl Davis / Charlie White (2009, 2011, 2013) veroverden de acht eerdere titels. Het Canadese paar Piper Gilles / Paul Poirier op plaats twee en het Amerikaanse paar Alexandra Aldridge / Daniel Eaton op plaats drie behaalde hun eerste medaille.
| Onderdeel | Goud                              | Zilver                      | Brons                             |
| --------- | --------------------------------- | --------------------------- | --------------------------------- |
| Mannen    | Takahito Mura                     | Takahiko Kozuka             | Song Nan                          |
| Vrouwen   | Kanako Murakami                   | Satoko Miyahara             | Li Zijun                          |
| Paren     | Sui Wenjing / Han Cong            | Tarah Kayne / Daniel O'Shea | Alexa Scimeca / Chris Knierim     |
| IJsdansen | Madison Hubbell / Zachary Donohue | Piper Gilles / Paul Poirier | Alexandra Aldridge / Daniel Eaton |

## Uitslagen
| #                | naam (deelname)            | land                      | punten | korte kür  | vrije kür   |
| ---------------- | -------------------------- | ------------------------- | ------ | ---------- | ----------- |
| Goud             | Takahito Mura (2)          | Vlag van Japan            | 242.56 | 84.21 (1)  | 158.35 (2)  |
| Zilver           | Takahiko Kozuka (4)        | Vlag van Japan            | 236.38 | 76.85 (4)  | 159.53 (1)  |
| Brons            | Song Nan (5)               | Vlag van China            | 236.09 | 78.71 (3)  | 157.38 (3)  |
| 04               | Denis Ten (5)              | Vlag van Kazachstan       | 226.37 | 76.34 (5)  | 150.03 (4)  |
| 05               | Richard Dornbush (3)       | Vlag van Verenigde Staten | 224.44 | 82.13 (3)  | 142.31 (7)  |
| 06               | Joshua Farris              | Vlag van Verenigde Staten | 221.00 | 74.85 (7)  | 146.15 (5)  |
| 07               | Guan Jinlin (4)            | Vlag van China            | 214.26 | 71.06 (9)  | 143.20 (6)  |
| 08               | Adam Rippon (4)            | Vlag van Verenigde Staten | 213.20 | 72.90 (8)  | 140.30 (8)  |
| 09               | Jeremy Ten (3)             | Vlag van Canada           | 208.51 | 75.21 (6)  | 133.33 (11) |
| 10               | Nam Nguyen                 | Vlag van Canada           | 204.69 | 68.17 (10) | 136.52 (10) |
| 11               | Elladj Balde (2)           | Vlag van Canada           | 201.45 | 64.33 (13) | 137.12 (9)  |
| 12               | Christopher Caluza (3)     | Vlag van Filipijnen       | 191.21 | 67.84 (11) | 123.37 (13) |
| 13               | Misha Ge (4)               | Vlag van Oezbekistan      | 188.41 | 65.26 (12) | 123.15 (14) |
| 14               | Lee June-hyoung (2)        | Vlag van Zuid-Korea       | 184.14 | 57.65 (19) | 126.49 (12) |
| 15               | Abzal Rakimgaliev (7)      | Vlag van Kazachstan       | 184.13 | 62.25 (15) | 121.88 (15) |
| 16               | Wang Yi                    | Vlag van China            | 179.52 | 61.13 (17) | 118.39 (16) |
| 17               | Keiji Tanaka               | Vlag van Japan            | 178.91 | 62.61 (14) | 116.30 (17) |
| 18               | Chih-I Tsao                | Vlag van Taiwan           | 166.73 | 51.12 (22) | 115.61 (18) |
| 19               | Lee Dong-won               | Vlag van Zuid-Korea       | 166.73 | 61.16 (16) | 105.57 (19) |
| 20               | Brendan Kerry (4)          | Vlag van Australië        | 163.37 | 59.00 (18) | 104.37 (20) |
| 21               | David Kranjec (2)          | Vlag van Australië        | 156.50 | 52.36 (20) | 104.14 (21) |
| 22               | Jordan Ju (4)              | Vlag van Taiwan           | 152.46 | 52.17 (21) | 100.29 (22) |
| 23               | Julian Zhi Jie Yee         | Vlag van Maleisië         | 137.56 | 49.29 (24) | 088.27 (24) |
| 24               | Maverick Eguia (2)         | Vlag van Filipijnen       | 136.99 | 46.74 (24) | 090.25 23)  |
| Alleen korte kür |                            |                           |        |            |             |
| 25               | Jui-Shu Chen               | Vlag van Taiwan           |        | 46.13 (25) |             |
| 26               | Ronald Lam                 | Vlag van Hongkong         |        | 45.59 (26) |             |
| 27               | Andrew Dodds               | Vlag van Australië        |        | 42.19 (27) |             |
| 0-               | Kim Jin-seo                | Vlag van Zuid-Korea       |        | t.z.t.     |             |
| 0-               | Michael Christian Martinez | Vlag van Filipijnen       |        | t.z.t.     |             |

| #      | naam (deelname)            | land                      | punten | korte kür  | vrije kür   |
| ------ | -------------------------- | ------------------------- | ------ | ---------- | ----------- |
| Goud   | Kanako Murakami (3)        | Vlag van Japan            | 196.91 | 64.73 (1)  | 132.18 (1)  |
| Zilver | Satoko Miyahara            | Vlag van Japan            | 186.53 | 60.27 (4)  | 126.26 (2)  |
| Brons  | Zijun Li (2)               | Vlag van China            | 181.56 | 62.84 (3)  | 118.72 (3)  |
| 04     | Haruko Imai (3)            | Vlag van Japan            | 175.40 | 62.72 (3)  | 112.68 (6)  |
| 05     | Courtney Hicks             | Vlag van Verenigde Staten | 169.99 | 56.36 (7)  | 113.63 (4)  |
| 06     | Kim Hae-jin                | Vlag van Zuid-Korea       | 166.84 | 57.48 (5)  | 109.36 (7)  |
| 07     | Alaine Chartrand           | Vlag van Canada           | 165.19 | 52.14 (15) | 113.05 (5)  |
| 08     | Samantha Cesario           | Vlag van Verenigde Staten | 164.87 | 57.40 (6)  | 107.47 (8)  |
| 09     | Park So-youn               | Vlag van Zuid-Korea       | 162.71 | 55.91 (8)  | 106.80 (9)  |
| 10     | Mirai Nagasu (2)           | Vlag van Verenigde Staten | 159.78 | 55.39 (9)  | 104.39 (10) |
| 11     | Zhang Kexin (3)            | Vlag van China            | 157.57 | 54.49 (12) | 103.08 (11) |
| 12     | Amelie Lacoste (7)         | Vlag van Canada           | 156.17 | 55.19 (10) | 100.98 (12) |
| 13     | Veronik Mallet             | Vlag van Canada           | 154.03 | 55.08 (11) | 098.95 (13) |
| 14     | Brooklee Han (2)           | Vlag van Australië        | 150.17 | 52.55 (14) | 097.62 (14) |
| 15     | Zhao Ziquan                | Vlag van China            | 142.32 | 53.82 (13) | 088.50 (16) |
| 16     | Kim Tae-kyung              | Vlag van Zuid-Korea       | 132.84 | 38.91 (18) | 093.93 (15) |
| 17     | Alisson Krystle Perticheto | Vlag van Filipijnen       | 114.95 | 47.81 (16) | 067.14 (19) |
| 18     | Ami Parekh (2)             | Vlag van India            | 110.66 | 41.10 (17) | 069.56 (18) |
| 19     | Reyna Hamuj (4)            | Vlag van Mexico           | 110.26 | 32.49 (21) | 077.77 (17) |
| 20     | Crystal Kiang (7)          | Vlag van Taiwan           | 103.26 | 36.30 (19) | 066.96 (20) |
| 21     | Lejeanne Marais (7)        | Vlag van Zuid-Afrika      | 098.93 | 32.62 (20) | 066.31 (21) |

| #      | naam (deelname)                 | land                      | punten | korte kür | vrije kür  |
| ------ | ------------------------------- | ------------------------- | ------ | --------- | ---------- |
| Goud   | Sui Wenjing (2) Han Cong (2)    | Vlag van China            | 212.40 | 75.26 (1) | 137.14 (1) |
| Zilver | Tarah Kayne Daniel O'Shea       | Vlag van Verenigde Staten | 181.45 | 62.05 (3) | 119.40 (2) |
| Brons  | Alexa Scimeca Chris Knierim     | Vlag van Verenigde Staten | 170.35 | 66.04 (2) | 104.31 (4) |
| 04     | Haven Denney Brandon Frazier    | Vlag van Verenigde Staten | 167.10 | 58.57 (4) | 108.53 (3) |
| 05     | Natasha Purich Mervin Tran (4)  | Vlag van Canada           | 147.80 | 49.57 (7) | 098.23 (5) |
| 06     | Margaret Prudy Michael Marinaro | Vlag van Canada           | 139.99 | 51.97 (5) | 088.02 (7) |
| 07     | Wang Wenting (2) Zhang Yan (2)  | Vlag van China            | 139.95 | 49.98 (6) | 089.97 (6) |

| #      | naam (deelname)                                      | land                      | punten | korte kür  | vrije kür  |
| ------ | ---------------------------------------------------- | ------------------------- | ------ | ---------- | ---------- |
| Goud   | Madison Hubbell (3) Zachary Donohue (2)              | Vlag van Verenigde Staten | 158.25 | 61.05 (2)  | 97.20 (1)  |
| Zilver | Piper Gilles (2) Paul Poirier (4)                    | Vlag van Canada           | 153.71 | 62.38 (1)  | 91.33 (2)  |
| Brons  | Alexandra Aldridge Daniel Eaton                      | Vlag van Verenigde Staten | 144.95 | 57.65 (3)  | 87.30 (3)  |
| 04     | Kharis Ralph (2) Asher Hill (2)                      | Vlag van Canada           | 137.03 | 53.97 (4)  | 83.06 (4)  |
| 05     | Nicole Orford (2) Thoms Williams (2)                 | Vlag van Canada           | 133.42 | 53.73 (5)  | 79.69 (6)  |
| 06     | Lynn Kriengkrairut Logan Giulietti-Schmitt           | Vlag van Verenigde Staten | 130.05 | 49.55 (6)  | 71.74 (5)  |
| 07     | Danielle O'Brien (7) Gregory Merriman (7)            | Vlag van Australië        | 121.44 | 44.16 (10) | 80.50 (5)  |
| 08     | Zhang Yiyi Wu Nan                                    | Vlag van China            | 116.34 | 44.60 (9)  | 71.74 (8)  |
| 09     | Wang Shiyue Liu Xinyu                                | Vlag van China            | 115.66 | 46.81 (7)  | 68.85 (9)  |
| 10     | Yura Min Timothy Koleto                              | Vlag van Zuid-Korea       | 111.23 | 45.12 (8)  | 66.11 (10) |
| 0*     | Zhao Yue Liu Chang                                   | Vlag van China            | 099.84 | 41.45 (13) | 58.39 (12) |
| 11     | Emi Hirai (2) Marien dela Asuncion (2)               | Vlag van Japan            | 099.82 | 44.11 (11) | 55.71 (13) |
| 12     | Ksenia Korobkova Daryn Zhunussov (2)                 | Vlag van Kazachstan       | 098.79 | 39.80 (13) | 58.99 (11) |
| 13     | Pilar Maekawa Moreno (2) Leonardo Maekawa Moreno (2) | Vlag van Mexico           | 097.11 | 43.22 (12) | 53.89 (14) |
| 14     | Elizaveta Tretiakov Viktor Kovalenko (3)             | Vlag van Oezbekistan      | 091.76 | 35.68 (14) | 56.08 (12) |

1999 · 
2000 · 
2001 · 
2002 · 
2003 · 
2004 · 
2005 · 
2006 ·
2007 ·
2008 ·
2009 ·
2010 ·
2011 ·
2012 ·
2013 ·
2014 ·
2015 ·
2016 ·
2017 ·
2018 ·
2019 ·
2020 ·
2021 ·
2022
EK kunstschaatsen ·
WK kunstschaatsen ·
WK kunstschaatsen junioren ·
Olympische Spelen